# قاضی صلاح‌الدین (بازیکن فوتبال)
قاضی صلاح‌الدین (بنگالی: কাজী সালাউদ্দিন؛ زادهٔ ۲۳ سپتامبر ۱۹۵۳) بازیکن و مربی سابق فوتبال اهل بنگلادش است.
از باشگاه‌هایی که در آن بازی کرده است می‌توان به باشگاه فوتبال آباهانی داکا و باشگاه ورزشی محمدان (داکا) اشاره کرد. وی همچنین در تیم ملی فوتبال بنگلادش بازی کرده است.
صلاح‌الدین هم‌اکنون رییس فدراسیون فوتبال جنوب آسیا و فدراسیون فوتبال بنگلادش است